# San Calogero, Kalabrien
San Calogero är en ort och kommun i provinsen Vibo Valentia i regionen Kalabrien i Italien. Kommunen hade 4 178 invånare (2017).